# 若葉女孩
《若葉女孩》是原悠衣以四格漫畫形式創作的日本漫畫作品，2010年連載於創作工房的漫畫雜誌《少女通信》（乙女通信），在連載三話後因雜誌休刊令連載中斷，其後作者在自己的網誌「Hara*Rira」上發表第四話。2013年由芳文社「Manga Time KR Comics」叢書出版單行本，全1冊。於2015年3月中旬時由《Manga Time Kirara MAX》杂志宣佈改編為短篇電視動畫，于同年7月3日至9月25日播放。

## 故事簡介
故事講述身为千金小姐的女高中生小橋若葉，與她的同班同學們的日常。

## 出場角色
小橋若葉（聲：小澤亞李）
高中1年級。非常有錢的千金大小姐，對人會用大小姐語調講話。家人有雙親和姐姐。
本來想讀大小姐學校水蓮女學院，但因為成績不好所以來到白詰女子高中。非常嚮往一般女子高中生的生活。
時田萌子（聲：井澤美香子）
若葉的同班同學。天真無邪的童話少女。擅長製作點心。
黑川真魚（聲：M・A・O）
若葉的同班同學。個性奔放且十分隨性。
真柴直（聲：村川梨衣）
若葉的同班同學。原本是運動少女，現在熱愛BL相關事物的腐女。
小橋柚葉（聲：木村珠莉）
若葉的姐姐。漫画中未交代名字。
小橋乙葉（聲：淺倉杏美）
若葉的媽媽。漫画中未交代名字。
老師（聲：能登麻美子）
若葉班級的級任老師。

## 出版書籍

### 單行本
| 集數 | 芳文社         | 芳文社                 |
| 集數 | 發售日期       | ISBN                   |
| ---- | -------------- | ---------------------- |
| 全   | 2013年10月26日 | ISBN 978-4-8322-4363-7 |

### 公式書
《若葉女孩官方擁躉書 女高中生的「第一次」！》（わかば*ガール公式ファンブック 女子高生は“はじめて”がいっぱい！）若葉女孩初期設定資料集。
| 集數 | 芳文社         | 芳文社                 |
| 集數 | 發售日期       | ISBN                   |
| ---- | -------------- | ---------------------- |
| 全   | 2015年12月26日 | ISBN 978-4-8322-4652-2 |

## 電視動畫

### 製作人員
- 原作：原悠衣
- 企划：臼井久人、孝寿尚志、村田嘉邦、滨田直树、长谷川巽、安艺贵範、土桥哲也
- 导演：渡边政治
- 剧本统筹、编剧：花田十辉
- 人物设定、总作画监督：石田可奈
- 总作画监督助理：吉米·斯通（Jimmy Stone）
- 道具设计：明珍宇作
- 色彩设计：田中直人
- 美术监督、美术设计：坂场真琴
- 摄影监督：广冈岳
- 编辑：坪根健太郎
- 音乐制作人：西村润
- 音乐：川井宪次
- 音乐制作：NBC环球娱乐
- 音响监督：明田川仁
- 制作人：小仓充俊、小林宏之、深尾聪志、山口贤治、兼光一博、宇佐义大、山崎明日香
- 助理制作人：石村贤、福永佳祐
- 动画制作人：中村浩士
- 动画制作：Nexus[8]
- 制作：白诘女子高中一年级藤组（NBC环球娱乐、芳文社、SHOWGATE（日语：ショウゲート）、DOCOMO ANIME STORE、i0Plus、Good Smile Company、AT-X）

### 主題曲
片頭曲「女孩的第一次！（初めてガールズ!）」
作詞：畑亞貴，作曲、編曲：mito，主唱：Ray（第1－8話、第10－12話、第14話）
作詞：畑亞貴，作曲、編曲：mito，主唱：一年藤組（小澤亞李、井澤美香子、M・A・O、村川梨衣）（第9話）
第13話未使用。

### 各話列表
| 話數   | 日文標題 | 中文標題             | 劇本     | 分鏡      | 演出      | 作畫監督 |
| ------ | -------- | -------------------- | -------- | --------- | --------- | -------- |
| 一葉   |          | 夢想是女高中生       | 花田十輝 | 渡邊政治  | 渡邊政治  | 野田康行 |
| 二葉   |          | 請給我D罩杯          | 花田十輝 | 山本裕介  | 德本善信  | 野田康行 |
| 三葉   |          | 成為女孩的道路很遙遠 | 花田十輝 | 山本秀世  | 山本秀世  | 中西和也 |
| 四葉   |          | 這是菜刀嗎           | 花田十輝 | 許平康    | 高島大輔  |          |
| 五葉   |          | 大小姐太狡猾了       | 花田十輝 | 山本裕介  | 橫田一平  | 北原大地 |
| 六葉   |          | 布的面積太小了       | 花田十輝 | 吉米·斯通 | 吉米·斯通 | 中西和也 |
| 七葉   |          | 搞不好是狙擊手       | 花田十輝 | 山本秀世  | 山本秀世  | 野田康行 |
| 八葉   |          | 咚噹噹噹             | 花田十輝 | 德本善信  | 高島大輔  |          |
| 九葉   |          | 若葉狂熱             | 花田十輝 | 德本善信  | 高島大輔  | 北原大地 |
| 十葉   |          | 那是不可能的～       | 花田十輝 | 渡邊政治  | 橫田一平  | 中西和也 |
| 十一葉 |          | 堕落人類製造機       | 花田十輝 | 山本秀世  | 山本秀世  |          |
| 十二葉 |          | 別用那種眼神         | 花田十輝 | 石田可奈  | 石田可奈  | 石田可奈 |
| 十三葉 |          | 普通的女孩子         | 花田十輝 | 渡邊政治  | 渡邊政治  | 野田康行 |
| 十四葉 |          | 好想浸溫泉           | 花田十輝 | 渡邊政治  | 橫田一平  | 中西和也 |

### 播放電視台
日本深夜動畫：下文記載的日本国内播放時間使用日本標準時間（UTC+9）表示。因為部分時間标识會採用30小时制，因此請留意这类超过24:00的时间，其實際播放時間為翌日清晨。
| 播放地區 | 播放電視台 | 播放日期              | 播放時間          | 備註 |
| -------- | ---------- | --------------------- | ----------------- | ---- |
| 东京都   | TOKYO MX   | 2015年7月3日－9月25日 | 星期五 23时17分－ |      |
| 日本全国 | BS11       | 2015年7月5日－9月27日 | 星期日 25时17分－ |      |
| 日本全国 | AT-X       | 2015年7月3日－9月25日 | 星期五 22时40分－ |      |

### 藍光／DVD
| 卷 | 發售日         | 收錄話        | 規格編號   | 規格編號  |
| 卷 | 發售日         | 收錄話        | 藍光初回版 | DVD初回版 |
| -- | -------------- | ------------- | ---------- | --------- |
| 1  | 2015年9月18日  | 第1話－第7話  | GNXA-1528  | GNBA-1528 |
| 2  | 2015年10月23日 | 第8話－第14話 | GNXA-1529  | GNBA-1529 |

## 外部連結
- 若葉*女孩 | Manga Time Kirara Web 作品介绍 （页面存档备份，存于）（日語）
- 电视动画“若叶女孩”的官方网站 （页面存档备份，存于）（日語）
- 电视动画“若叶女孩”的X（前Twitter）（日語）
- 电视动画“若叶女孩” | 超超動畫時間 （页面存档备份，存于）（日語）